# جلال خوري
جلال خوري، ولد في بيروت في 29 أيار 1933، وتوفي في 02 كانون الأول 2017، وهو كاتب مسرحي، مدير مسرح، محرر كوميدي وفني لبناني.

## حياته
ولد الكاتب والمخرج جلال خوري في بيروت، المدينة التي طبعت أعماله بسحرها وتناقضاتها وانهياراتها على مدى أكثر من 50 عامًا، والتي احتضنت خشباتها جنونه المسرحي ومقارَبته الرؤيوية والثورية الثاقبة، ومنذ نهاية الخمسينات بدأ الكتابة في مجال الرياضة، ثم في النقد الفني، قبل أن ينتقل إلى خشبة المسرح كممثل بطلب من صديقه الصحافي المعروف أندريه بيركوف André Bercoff. يومها لم يُدرك أنّ هذه النقلة ستخطّ مستقبله ومصير، حياتهوستضعه على سكّة الابتكارات والتجارب المسرحية إلى آخر حياته. وكان يردّد دائمًا: «المسرح اختارني ولست أنا من اختاره».
يعدّ خوري أول كاتب مسرحي لبناني يترجم وينفذ دوليا، وترجم أعماله إلى الألمانية والإنجليزية والأرمنية والإيرانية والفرنسية. لعبت مسرحيته «رفيق سيجان» لفصلين متتاليين في فولكستيتر روستوك. يعرف خوري بأنه المروج السياسي في المسرح في الستينيات من القرن الماضي، وهو أيضا عالم إيثنوسينولوجيست. وقد شارك في العديد من الندوات في باريس والمكسيك حول إثنوسينولوغي، وهو الانضباط الجديد الذي يمثله في لبنان. خوري هو أيضا مؤلف عدة أوراق عن المسرح والفنون، باللغتين الفرنسية والعربية، ونشرت في لبنان والخارج، فضلا عن كمية من التعديلات الخلابة ونظرية الكتابات الحرجة باللغتين الفرنسية والعربية، وظهرت في العديد من الدوريات والكتالوجات. 

## سيرته المهنية
- في الستينيات عمل بوظيفة المحرر الفرنسي الفني لمجلة لي سوير "Le soir" ومجلة أورينت ليترير"L'Orient Littéraire" ومجلات أخرى.
- حياته المهنية المسرحية بدأت في عام 1962 داخل مسرح الكلية الفرنكوفونية في إطار المدرسة العليا ديس ليترس (مركز ونيفرزيتير d'études دراماتيكس - C.U.E.D.).
- في العام 1964 عمل مع الكاتب والمسرحي الألماني الشهير برتولت بريشت في مسرحية «رؤى سيمون ماشارد».
- خلال الفترة من 1968 حتى 1975 كان يعلم ويدرس مادة المسرح في الجامعة اللبنانية (كلية الفنون الجميلة).
- مؤسس ورئيس المركز اللبناني لمعهد المسرح الدولي (اليونسكو) من 1969 حتى 1984.
- رئيس اللجنة الدائمة لمعهد المسرح الدولي في العالم الثالث من عام 1973 حتى عام 1977.
- خلال الفترة من 1988 حتى 2012 كان يعلم المسرح (النظرية والممارسة) وكتابة السيناريو في جامعة القديس يوسف (معهد الدراسات الفنية، أوديوفيسويلس وسينيماتوغرافيك)، كما شغل منصب رئيس قسم الدراسات ذات المناظر الطبيعية الخلابة في الجامعة ذاتها خلال الفترة من عام 1988 حتى عام 1999.
- من أبرز أعماله: «شكسبير إن حكى»، «خدني بحلمك مستر فرويد»، «فخامة الرئيس»، كما قدّم سلسلة من الأعمال المسرحية الإضافية، من بينها: «يا ظريف أنا كيف» (1992)، و«رزق الله يا بيروت» (1994)، و«هنديّة، راهبة العشق» (1999)، ثم «الطريق إلى قانا» (2006)، و«رحلة مُحتار إلى شرْي نَغار» (2010).[6]
- توفي نتيجة أزمة قلبية في 3 كانون الأول 2017، وقال وزير الثقافة اللبناني الدكتور غطاس الخوري في نعيه: «برحيل الفنان جلال خوري تفقد الساحة الثقافية ركنا كبيرا من اركانها ورائدا من روادها، ترك بصمة ستبقى في ذاكرة كل من عاصر جلال خوري أستاذ المسرح المثقف الذي يعتبر أول كاتب مسرحي ترجمت أعماله إلى اللغات الاجنبية، واستاذ مادة المسرح في أكثر من جامعة وعالم ايثنوسينولوجيست ومحاضر في أكثر من جامعة لمادة المسرح»[9]